# Montanhas Whitmore
As Montanhas Whitmore (82° 35′ S, 104° 30′ O) são um grupo isolado de montanhas na Antártida Ocidental, consistindo de três montanhas e um grupo de nunataks, estendendo-se por mais de 5 milhas. O grupo foi visitado e mapeado em 2 de janeiro de 1959 por William H. Chapman, cartógrafo do Grupo de Travessia das Montanhas de Horlick (1958-59). As montanhas foram batizadas por Chapman com o nome de George D. Whitmore, engenheiro topográfico-chefe do Serviço Geológico dos Estados Unidos (USGS), que foi um membro do Grupo de Trabalho em Cartografia do Comitê Científico sobre Pesquisa Antártica.

## Acidentes geográficos

### Nunataks Linck
Os nunataks Linck (82° 41′ S, 104° 12′ O) são um grupo de quatro pequenos nunataks, cobertos de gelo na extremidade sudeste das Montanhas Whitmore. Três dos nunataks estão juntos e alinhados enquanto o quarto se situa a 2,5 milhas de distância. Foram visitados e mapeados em 2 de janeiro de 1959 pelo Grupo de Travessia das Montanhas de Horlick. William H. Chapman, agrimensor do grupo, propôs batizá-lo com o nome de M. Kerwin Linck, Chefe da Seção de Mapas Especiais do USGS. 

### Monte Radlinski
O monte Radlinski (82° 31′ S, 103° 34′ O) é uma montanha arredondada, suave e coberta de gelo (2750 m), se elevando a 4 milhas a sudeste do Monte Seelig na parte nordeste das Montanhas Whitmore. Foi mapeado em 2 de janeiro de 1959 por William H. Chapman, um membro da Travessia das Montanhas de Horlick (1958-59). O monte Radlinski foi batizado por Chapman com o nome de William A. Radlinski, fotogrametrista Serviço Geológico dos Estados Unidos (USGS), 1949-79; Diretor Associado do USGS, 1969-79; presidente, American Society for Photogrammetry and Remote Sensing, 1968; presidente da International Federation of Surveyors, 1973-75.

### Monte Seelig
O monte Seelig (82° 28′ S, 103° 54′ O) é a maior e mais alta montanha nas Montanhas Whitmore, se elevando a 3.020 m (9.908 pés) na extremidade nordeste do grupo.
Foi mapeado em 2 de janeiro de 1959 por William H. Chapman do USGS, um membro do Grupo de Travessia das Montanhas de Horlick, 1958-59. Batizou a montanha com o nome de Walter R. Seelig, Escritório de Programas Polares, National Science Foundation, de 1960–86, que desenvolveu o plano do USGS-NSF para o mapeamento topográfico da Antártida: representante da NSF em Christchurch, Nova Zelândia, durante onze estações austrais do Programa de Pesquisa Antártica dos Estados Unidos (USARP) entre 1971 e 1986, incluindo 17 viagens à Antártida e mares adjacentes; membro do Comitê Consultivo sobre Nomes Antárticos dos Estados Unidos, de 1973–86 e presidente de 1976-86.